# Distretto di Cusco
Il distretto di Cusco è un distretto del Perù che appartiene geograficamente e politicamente alla provincia di Cusco e al dipartimento di Cusco. È ubicato a sud della capitale peruviana.

## Capitale e data di fondazione
- Cusco - 1821

Sindaco (alcalde)
- 2009-2011: Luis Flores Garcia
- 2019-2022: Víctor Boluarte

## Superficie e popolazione
- 116,22 km²
- 108 798 abitanti (inei2007) di cui il 52% sono donne e il 48% uomini

## Distretti confinanti
Confina a nord con la provincia di Anta, con la provincia di Calca e con la provincia di Urubamba; a sud con il distretto di Santiago e con il distretto di San Sebastián; a est con il distretto di San Jerónimo, e a ovest con il distretto di Ccorca e con il distretto di Poroy